# Pietro Chiappini
Pietro Chiappini (Altopascio, 27 juni 1915 – Rome, 14 januari 1988) was een Italiaans wielrenner die prof was tussen 1936 en 1946. Hij won onder meer Milaan-Turijn tweemaal, een etappe in de Giro van 1939 en de Ronde van de Drie Valleien.